# Tid att älska (film, 2023)
Tid att älska (franska: Le temps d'aimer) är en fransk-belgisk romantisk dramafilm från 2023. Filmen är regisserad av Katell Quillévéré som även skrivit manus tillsammans med Gilles Taurand.
Filmen hade biopremiär i Sverige den 9 augusti 2024, utgiven av Njutafilms.

## Handling
Filmen utspelar sig i efterkrigstidens Frankrike och kretsar kring Madeleine som är hotellservitris och ensamstående mor. Plötsligt blir hon våldsamt förälskad i den rike och belevade studenten François. Hemligheter från både Madeleines och François förflutna hotar dock den romantiska idyllen.

## Rollista (i urval)
- Anaïs Demoustier – Madeleine Villedieu
- Vincent Lacoste – François Delambre
- Morgan Bailey – Jimmy